# Eudrilus eugeniae
Espèce
Eudrilus eugeniae est une espèce de vers de terre de la famille des Eudrilidae, originaire de l'ouest tropical de l'Afrique.